# Hit House
Hit House var et københavnsk, i dag legendarisk spillested for pigtrådsmusik i 1960'erne, beliggende i Aveny Teatret på Frederiksberg Runddel. Det unge publikum, som stedet uden alkoholbevilling appellerede til, kom både for at danse, og for at opleve de mange dengang, og nogle stadig, kendte orkestre, som spillede der, blandt andre Peter Belli & Les Rivals og Sir Henry & His Butlers. Desuden optrådte adskillige udenlandske bands, for eksempel engelske The Who i 1966. Hit House åbnede i 1964 og fungerede indtil 1968.

## Historie
Povl Parris, en dengang succesfuld reklamemand midt i 40'erne, med to teenagerbørn, der var med på tidens toner, fil idéen til Hit House under en rejse til London. Her havde han set at nogle af de store gamle teatre var blevet omdannet til dansesteder. Her gik han hen om aftenen for at "slå tiden ihjel", og tænkte, at når interessen var så stor i England, måtte den også være det hjemme i Danmark. Der fandtes allerede et dansested for den ny pigtrådsmusik, Place Pigalle på Dyrehavsbakken, men indimellem mundede det ud i druk og slagsmål. Musikstedet i hans tanker skulle kunne fungere uden alkohol.
Parris var i forvejen involveret i musikbladet Hit, som blev til i forbindelse med The Beatles gav koncert i K.B.Hallen i 1964, så dermed var det et godt grundlag for at starte i dansested i København, især da nogle af de mindre teatre var krise. Efter forhandlinger med den kendte teaterdirektør Stig Lommer kom en aftale i stand om at leje hans Aveny Teater ved Frederiksberg Runddel. Det var et pænt kvarter og trafikmæssigt centralt for unge københavnere. Der var 600 pladser i teatret og Lommer ville have 1 krone pr. siddeplads, de fleste sæderækker blev dog taget ud for at give plads til dansegulv foran scenen, mens der længere tilbage i salen, og på balkonen, var stole. I foyeren kunne der købes sodavand. Hit House åbnede den 1. september samme år, og hver aften spillede to orkestre. Det kostede tre kroner at komme ind, og der blev solgt flere end 800.000 billetter i løbet af Hit House's 3½-årige levetid. I lyset af successen åbnedes et Hit House 2 i Hillerødgade på Nørrebro, med de samme to orkestre, der derved spillede to steder i løbet af en aften, men det blev ingen succes og lukkede hurtigt, de unge ville på det "rigtige" Hit House.
The Lions komponerede og indspillede en kendingsmelodi til det såkaldte pigtrådstempel: "Hit House Shake" (1965), findes på album "Many Sides Of The Lions" (Universal Music). Der afholdtes også et par Danmarksmesterskaber i pigtrådsmusik for amatørorkestre.

## Orkestre der spillede i Hit House
Alfabetisk (Listen er ikke komplet)
- Beefeaters
- Caravans
- Matadorerne
- Peter Belli & Les Rivals
- Sir Henry & His Butlers
- Spacemakers
- The Defenders
- The Hitmakers
- The Lions
- The Lollipops
- The Scarlets med Johnny Reimar

Udenlandske:
- Red Squares
- The Who (7. juni 1966)